# Sistema di acquisizione dati
Un sistema di acquisizione dati è un sistema di misura elettronico realizzato per monitorare, registrare ed eventualmente post-elaborare le misure di una o più grandezze fisiche.

## Struttura generale
Parlando di sistemi, si intende un insieme di strumenti che opportunamente collegati e settati realizzano una o più catene di misura.
Il caso più elementare di sistema d'acquisizione dati è quello composto da due soli strumenti:
1. un sensore che legge la grandezza fisica d'interesse, e la converte in un segnale elettrico;
2. un acquisitore che legge il segnale elettrico e provvede alla sua registrazione.

L'intero sistema, dal sensore che viene applicato al misurando, fino al supporto dello strumento registratore, costituisce una catena di misura.
Nella pratica i sistemi d'acquisizione possono essere composti da molte apparecchiature. Infatti, è spesso necessario adattare i segnali dei trasduttori agli ingressi degli strumenti registratori (condizionamento del segnale). Inoltre, la strumentazione si moltiplica quando si registrano diverse grandezze contemporaneamente (vedi paragrafo successivo). In alcuni sistemi di misura (es. nella ricerca delle particelle elementari o nel testing aerospaziale) si può arrivare a sistemi composti da centinaia di strumenti.
Sebbene la maggior parte di questi sistemi abbiano propri dispositivi di input/output (visualizzatori, monitor, pulsantiere, tastiere, ecc...) che permettono all'utente di monitorare le misure e il settaggio delle apparecchiature, alcuni di essi non ne dispongono. A questi appartengono quei sistemi pensati per essere installati a bordo veicolo, in località non facilmente raggiungibili o dove lo spazio è troppo ristretto per poterlo usare installando interfacce per l'utilizzatore. Questi devono così essere utilizzati attraverso un collegamento ad un terminale remoto. 
Indipendentemente dalla presenza di dispositivi di input/output per l'utilizzatore, la totalità dei moderni sistemi d'acquisizione dispongono di interfacce standard ad elaboratori remoti (RS232, USB, Canbus....), allo scopo di trasferire velocemente i dati od effettuarne il controllo in remoto.

### Sistemi multicanale
La quasi totalità dei sistemi d'acquisizione è progettata per registrare contemporaneamente più misure. Ciò nasce dall'esigenza degli utilizzatori di mettere in relazione tra loro diverse grandezze, in modo da ricavare le relazioni esistenti tra gli elementi che compongono l'oggetto dell'analisi.
Questi sistemi vengono realizzati creando diverse catene di misura che hanno in comune il medesimo strumento di registrazione (l'acquisitore). Quest'ultimo è in grado di ricevere i vari segnali e collegarli a linee di registrazione indipendenti chiamate canali; pertanto questi sistemi sono definiti sistemi multicanale.

### Registrazione analogica e digitale
Un sistema d'acquisizione dati è fondamentalmente un tipo di strumento registratore: essenziale per questi sistemi è che le misure vengano registrate su supporti sufficientemente stabili per aver il tempo di analizzarle, o al limite, essere conservate a scopo documentale per un tempo indefinito.
Storicamente, i primi sistemi d'acquisizione dati si basavano su tecnologia analogica, e i dati finivano registrati in questo formato su plotter elettromeccanici oppure su nastri magnetici. Oggi la registrazione analogica su nastri è scomparsa, mentre è ancora in uso la registrazione analogica cartacea (come nei sismografi o negli elettrocardiografi).
Lo sviluppo dell'elettronica ha portato alla diffusione di realizzazioni basate sui processori e sull'elaborazione digitale dei segnali, tanto che oggi la maggior parte dei sistemi d'acquisizione si basano su queste tecnologie.
Tutti questi sistemi dispongono di proprie memorie volatili (memorie RAM), necessarie per il funzionamento del processore; tuttavia la memoria destinata a contenere il volume di dati (le misure) si basa su supporti non volatili di tipo magnetico (DAT, disco rigido…), elettro-ottico (CD-R, DVD-R, CD-RW...) o più recentemente elettronico (memorie flash, chiavette USB...).
Laddove non viene richiesta la memorizzazione di un grande volume di misure, alcuni sistemi registrano direttamente sulla memoria RAM, resa però opportunamente non volatile tramite l'uso di batterie tampone. 
Quasi tutti i sistemi digitali, integrando un elaboratore, possono fornire le misure direttamente in unità ingegneristica. Questo perché, in fase di settaggio vengono inseriti i dati necessari alla conversione dei segnali elettrici (dei trasduttori) nell'unità ingegneristica d'interesse. In caso contrario è necessario che la conversione venga fatta dall'utilizzatore in fase di post-elaborazione delle misure.
I sistemi d'acquisizione più sofisticati sono dotati di software evoluti per l'elaborazione in tempo reale dei risultati delle misure. In particolare, nel campo delle misure acustiche, vibrazionali ed elettromagnetiche vengono usati sistemi che integrano le funzioni di un potente analizzatore di spettro.

## Struttura di un sistema digitale
La struttura più semplice di un sistema d'acquisizione digitale si può ridurre a 5 blocchi funzionali:

1. Il trasduttore che trasforma una grandezza fisica in una grandezza elettrica;
2. Il circuito di condizionamento che amplifica, filtra e standardizza il segnale fornito dal trasduttore, rendendo disponibile all'ADC segnali standard (generalmente compresi tra 0 e +10 volt);
3. Il Sample and hold (S/H,“campionamento e tenuta”) che "blocca" il valore del segnale analogico ad una frequenza nota (frequenza di campionamento,"fc"), rendendolo disponibile alla conversione. Si può paragonare ad un interruttore collegato ad un condensatore: l'interruttore viene comandato alla frequenza "fc", quando l'interruttore è chiuso il condensatore si carica al valore del segnale (sample), quando l'interruttore è aperto il condensatore non si scarica, mantenendo il valore del segnale (hold);
4. Il convertitore analogico-digitale (ADC) è il convertitore che converte il segnale analogico in una stringa binaria;
5. L'elaboratore è colui che elabora il dato fornito dall'ADC.

Mentre il blocco S/H e ADC sono sempre integrati nel medesimo strumento, il resto dei blocchi possono essere fisicamente realizzati come strumenti a sé stanti.
Come accennato in precedenza, in commercio esistono delle apparecchiature (definite genericamente acquisitori) che cercano di integrare tutti i blocchi funzionali. I vantaggi si possono elencare in:
- facilitazione del compito agli utenti, riducendo al minimo le apparecchiature da collegare e impostare;
- rendere disponibile, all'interno della stessa apparecchiatura, condizionatori di segnale per una vasta gamma di trasduttori;
- riduzione complessiva delle dimensioni e dei costi del sistema d'acquisizione;
- miglioramento dell'affidabilità del sistema.

La vastità dei tipi di trasduttori rende impossibile realizzare un acquisitore veramente “universale”, cioè adatto per tutti gli usi; pertanto gli utenti sono spesso costretti ad orientarsi su sistemi “aperti”, composti da varie apparecchiature scelte in base alla specifica applicazione. A vantaggio dei sistemi “aperti” c'è la loro enorme versatilità e capacità d'espansione, aiutata dalla tendenza di realizzare bus di collegamento standard (VXI, Canbus, Profibus, ecc…).

### Strutture multicanale
Lo schema sopra riportato si riferisce ad un sistema monocanale, mentre, come si è già accennato, i sistemi d'acquisizione sono normalmente multicanale. In questi ultimi vi sono varie catene che condividono uno o più strumenti fisici.
Nel caso più comune, le catene di misura confluiscono tutte nel medesimo strumento di registrazione (l'acquisitore propriamente detto), che in varia misura integra i vari blocchi (nel caso più estremo, tutti meno i trasduttori).
Funzionalmente i sistemi multicanale si distinguono in due grandi categorie:
1. sistemi con convertitori ADC indipendenti, dove ogni canale dispone di un proprio ADC;
2. sistemi ADC multiplexati, dove un circuito (il multiplexer) collega alternativamente i vari canali ad un singolo convertitore ADC.

Nel primo caso, i vari segnali analogici terminano ognuno in un proprio convertitore analogico/digitale, che provvede con i tempi propri alla conversione digitale. L'elaboratore, secondo la velocità di campionamento richiesta, interroga uno alla volta i convertitori acquisendo il segnale in digitale.
Nel secondo caso, i vari segnali analogici terminano ai vari ingressi di un unico circuito elettronico (il multiplexer), che instrada alternativamente un segnale analogico per volta verso l'unico convertitore presente. L'elaboratore controlla l'instradamento del multiplexer ed estrae ed acquisisce i segnali una volta convertiti in digitale. 
I sistemi con convertitori indipendenti richiedono una maggiore quantità di componenti di pregio (l'ADC), mentre i sistemi multiplexati introducono nella catena un componente in più (il multiplexer), che però per sua natura può sostituire decine di componenti di pregio. Inoltre, è bene ricordare che, nel ciclo di acquisizione dei segnali la conversione digitale è l'operazione che richiede più tempo. Il risultato di tutto ciò è che:
- i primi sistemi sono più costosi e normalmente dispongono di pochi canali, in compenso possono fare letture rapide (alta velocità di campionamento) e sono normalmente più precisi;
- i secondi sistemi sono limitati nella velocità di campionamento (specie se viene assicurata una buona precisione di misura), ma possono disporre di centinaia di canali di registrazione a costi limitati.